# Мехединца (Прахова)
Мехединца (рум. Mehedința) насеље је у Румунији у округу Прахова у општини Подениј Ној. Oпштина се налази на надморској висини од 198 m.

## Становништво
Према подацима из 2002. године у насељу је живело 467 становника, од којих су сви румунске националности.